# Flein
Flein (tiếng Đức: [flaɪn] ⓘ) là một đô thị nằm ở huyện Heilbronn thuộc bang Baden-Württemberg, miền nam nước Đức. Đô thị này có diện tích 8,48 km², dân số thời điểm 31 tháng 12 năm 2020 là 7198 người.

## Dân số
- 1648: 250
- 1800: 800
- 1900: 1,600
- 2005: 6,535

## Thư viện ảnh

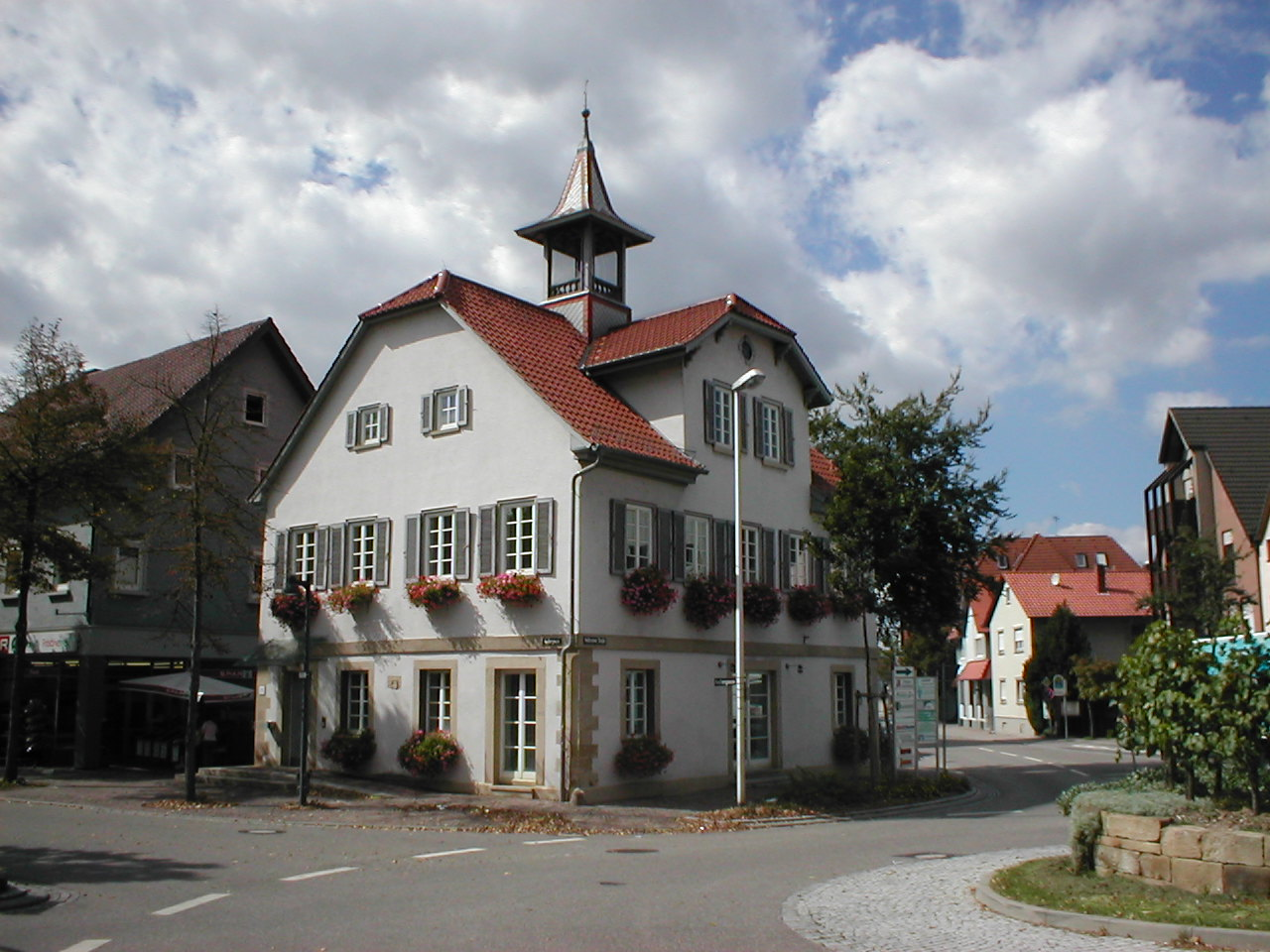
Tòa thị chính cổ
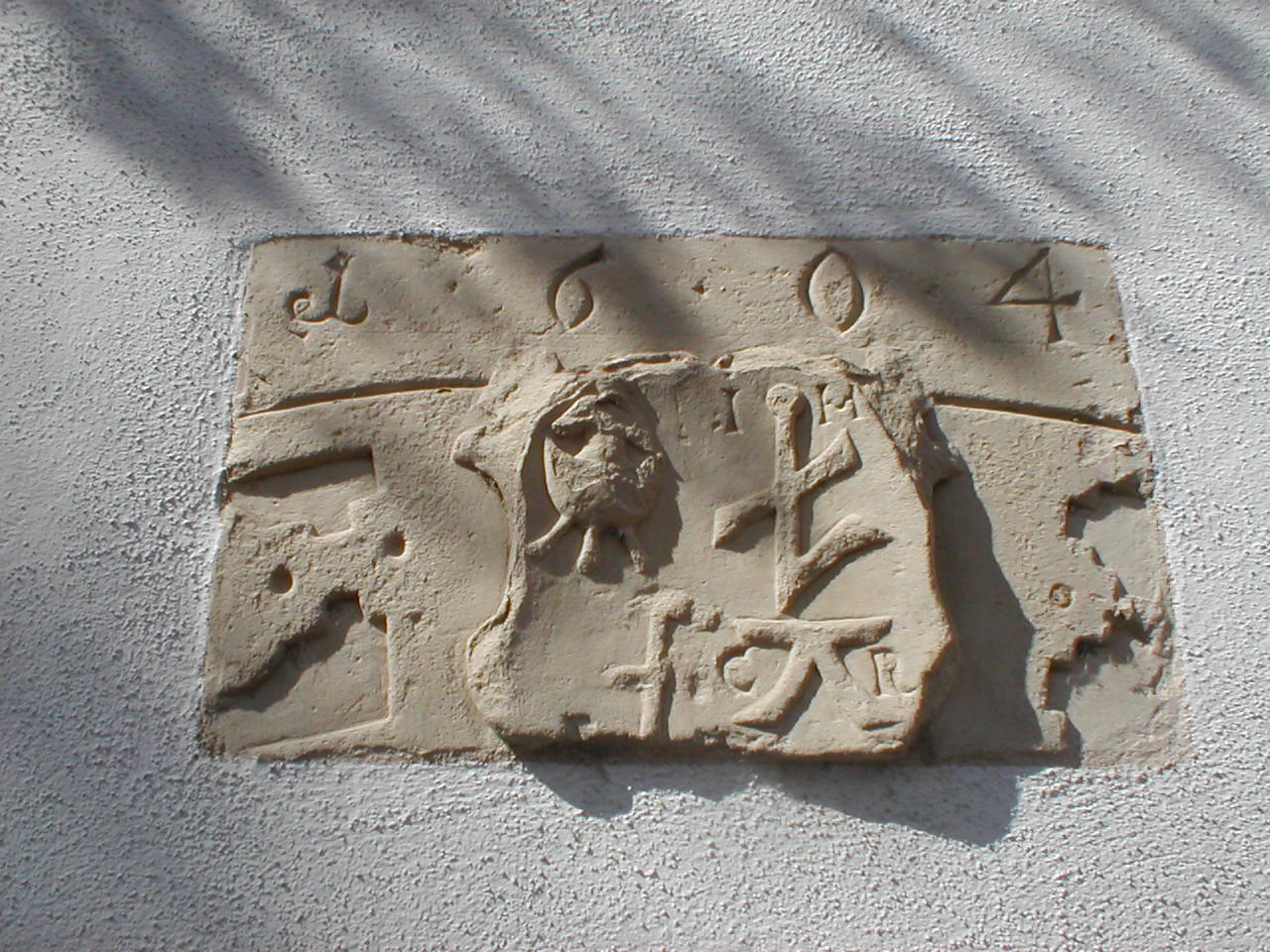
Huy hiệu năm 1604
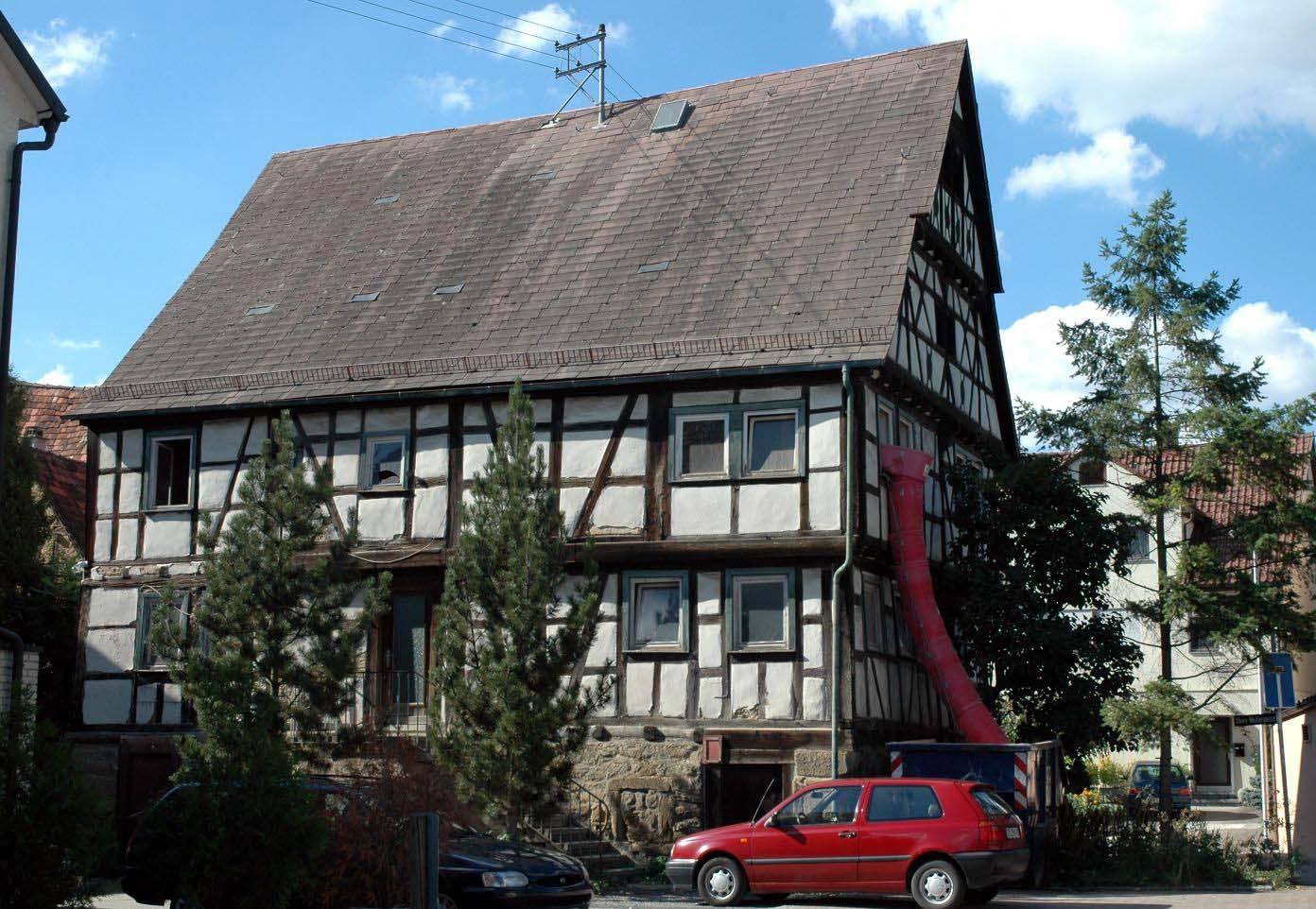
Fischerhaus
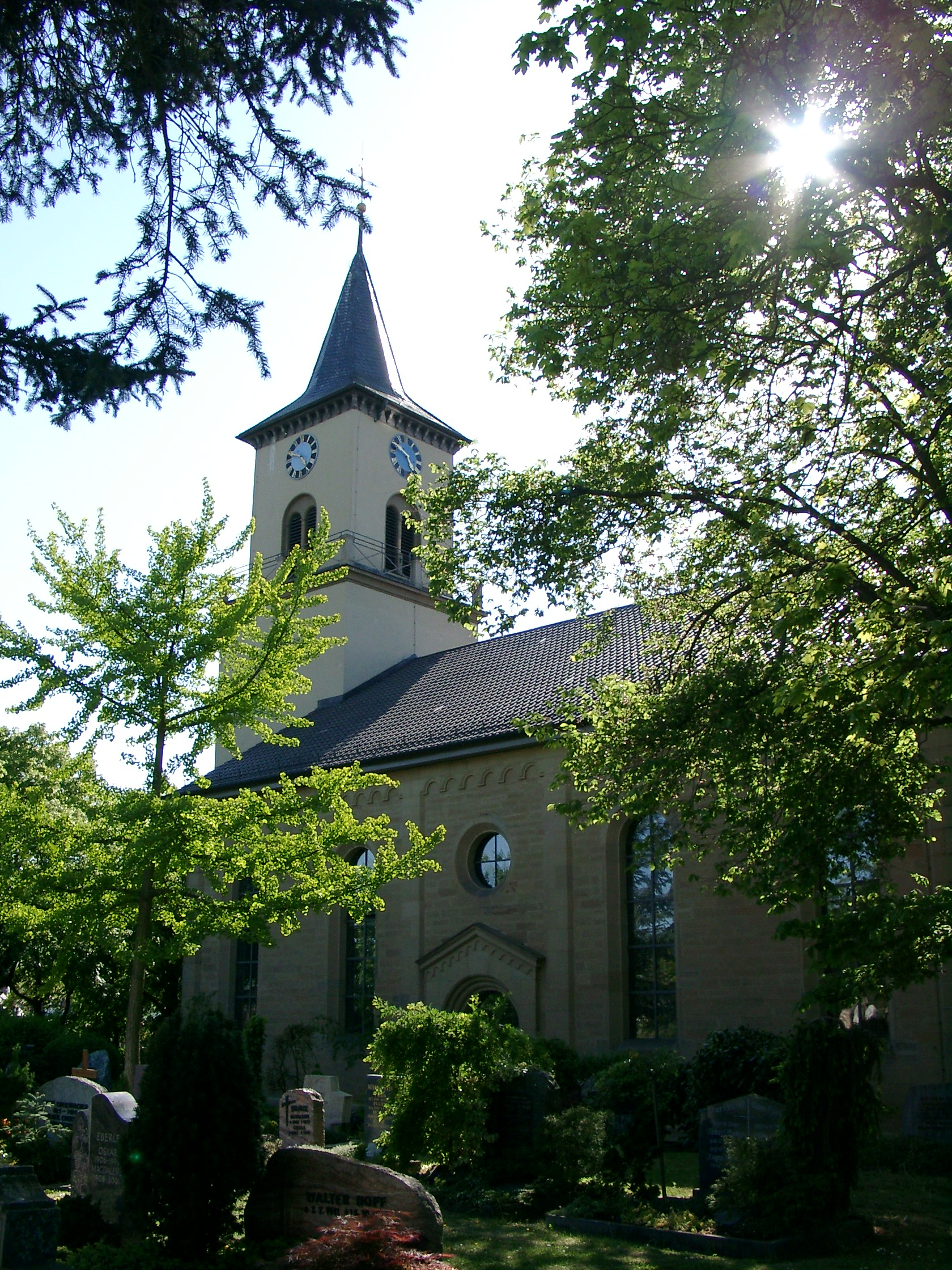
Nhà thờ giáo xứ Tin lành St. Veit
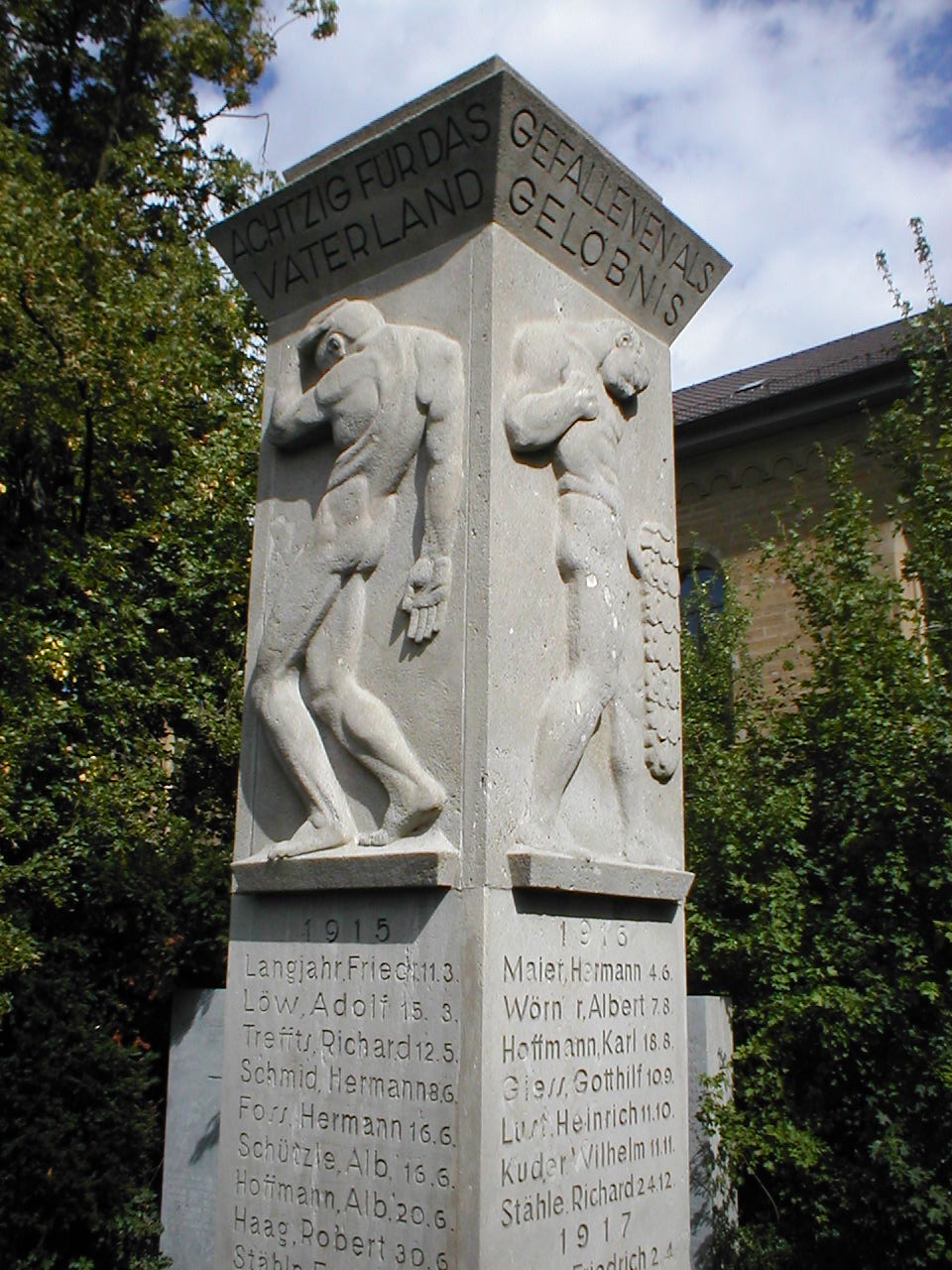
Đài tưởng niệm chiến tranh gần St. Veit
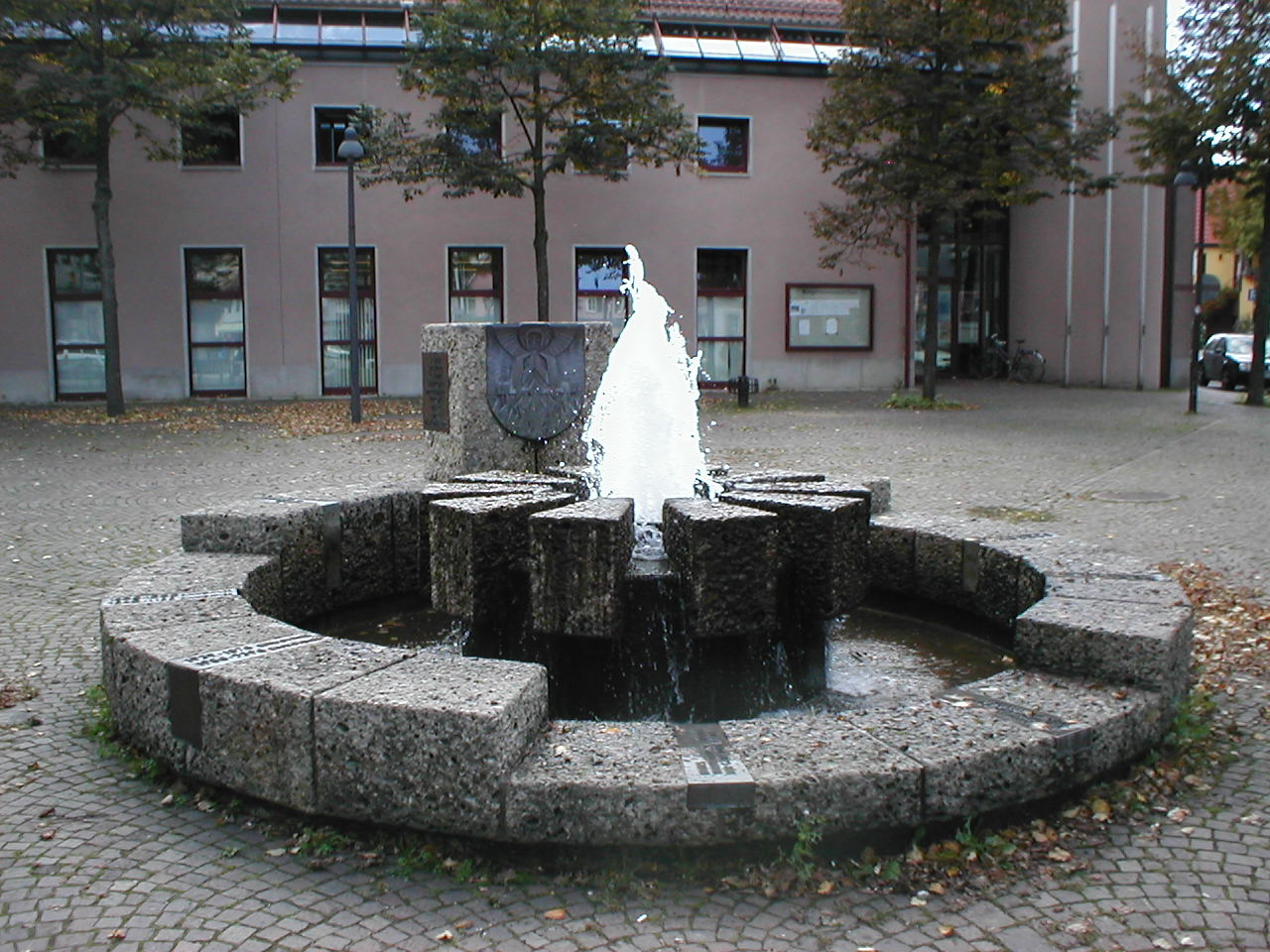
Đài phun nước trước văn phòng thị trưởng
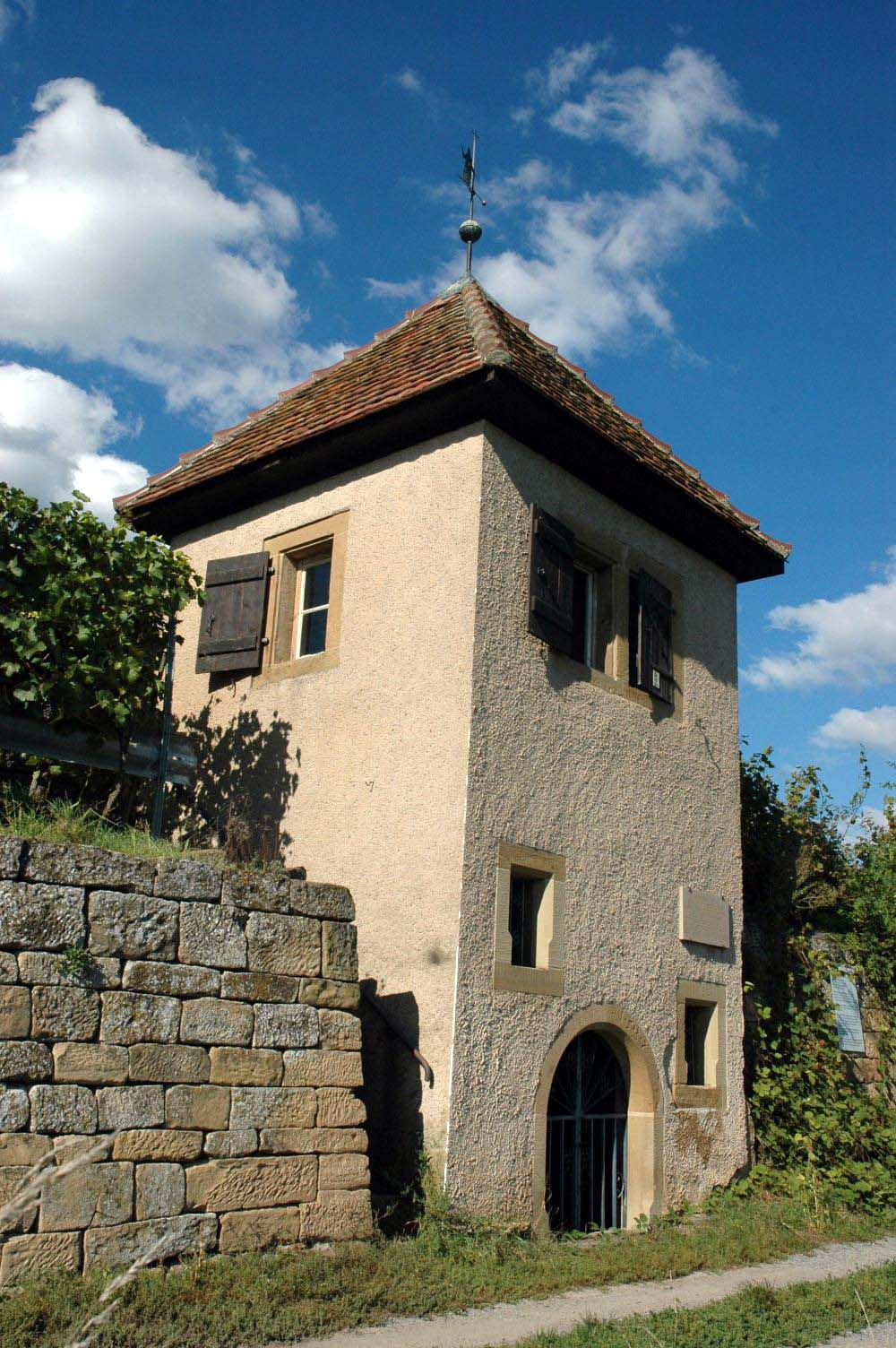
Karmeliterhäuschen
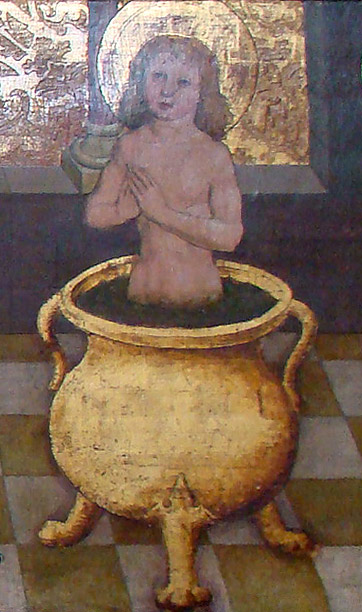
Thánh tử đạo Saint Vitus khoảng năm 1515, nhà thờ St. Vitus, Flein (nó cũng xuất hiện trên huy hiệu thị xã)

Nguồn